# Луиза Тереза де Бурбон
Луиза Тереза де Бурбон (11 июня 1824[…], Аранхуэс, Мадрид — 27 декабря 1900[…], Мадрид) — испанская инфанта по праву рождения, после замужества — герцогиня де Сесса. Была одной из первых представителей испанской королевской семьи, вышедшей замуж не за представителя одного из монарших домов Европы.

## Биография
Инфанта Луиза Тереза родилась во дворце Аранхуэса а 1824 году. Она была дочерью Франсиско де Паула, родного брата короля Фердинанда VII, и Луизы Карлоты Бурбон-Сицилийской. Её отец приходился родным дядей её матери.
Первые годы жизни Луизы Терезы прошли при правлении её кузины и снохи Изабеллы II, с которой у инфанты были чудесные отношения. Это позволило ей, вопреки всем правилам и порядкам, выйти замуж за мужчину гораздо ниже её по происхождению. 10 февраля 1847 года в Восточном дворце состоялась свадьба Луизы Терезы и Хосе Марии Осорио де Москосо-и-Карвахаля (1828—1881), 16-го герцога де Сесса, 18-го герцога де Македа, 8-го герцога де Атриско, 16-го герцога Альтамиры, 6-го герцога де Монтемар, 12-го маркиза де Монтемайор, 16-го маркиза де Айамонте, 10-го маркиза де Агила, испанского гранда, который был в родстве с герцогами Террановы.
У пары было трое детей:
- Франциско де Асис Осорио де Москосо-и-Бурбон (1847—1924) — наследник титулов отца;
- Луис Мария Осорио де Москосо-и-Бурбон (1849—1924) — был женат, но остался бездетным;
- Мария Кристина Изабелла Осорио де Москосо-и-Бурбон (26 мая 1850 — 27 марта 1904), герцогиня де Атриско. Муж (11 марта 1865): герцог Эжен де Бофремон (1843—1917)

Инфанта Луиза Тереза, которая носила этот титул и после замужества, овдовела в 1881 году, умерла в Мадриде в 1900 году.